# Un « reel » ben beau, ben triste
 (mars 2021).
La mise en forme du texte ne suit pas les recommandations de Wikipédia : il faut le « wikifier ».
Les points d'amélioration suivants sont les cas les plus fréquents :
- Les titres sont pré-formatés par le logiciel. Ils ne sont ni en capitales, ni en gras.
- Le texte ne doit pas être écrit en capitales (les noms de famille non plus), ni en gras, ni en italique, ni en « petit »…
- Le gras n'est utilisé que pour surligner le titre de l'article dans l'introduction, une seule fois.
- L'italique est rarement utilisé : mots en langue étrangère, titres d'œuvres, noms de bateaux, etc.
- Les citations ne sont pas en italique mais en corps de texte normal. Elles sont entourées par des guillemets français : « et ».
- Les listes à puces sont à éviter, des paragraphes rédigés étant largement préférés. Les tableaux sont à réserver à la présentation de données structurées (résultats, etc.).
- Les appels de note de bas de page (petits chiffres en exposant, introduits par l'outil «  Source ») sont à placer entre la fin de phrase et le point final[comme ça].
- Les liens internes (vers d'autres articles de Wikipédia) sont à choisir avec parcimonie. Créez des liens vers des articles approfondissant le sujet. Les termes génériques sans rapport avec le sujet sont à éviter, ainsi que les répétitions de liens vers un même terme.
- Les liens externes sont à placer uniquement dans une section « Liens externes », à la fin de l'article. Ces liens sont à choisir avec parcimonie suivant les règles définies. Si un lien sert de source à l'article, son insertion dans le texte est à faire par les notes de bas de page.
- La présentation des références doit suivre les conventions bibliographiques. Il est recommandé d'utiliser les modèles {{Ouvrage}}, {{Chapitre}}, {{Article}}, {{Lien web}} et/ou {{Bibliographie}}. Le mode d'édition visuel peut mettre en forme automatiquement les références.
- Insérer une infobox (cadre d'informations à droite) n'est pas obligatoire pour parachever la mise en page.

Pour une aide détaillée, merci de consulter Aide:Wikification.
Si vous pensez que ces points ont été résolus, vous pouvez retirer ce bandeau et améliorer la mise en forme d'un autre article.
Un « reel » ben beau, ben triste est une tragédie en 8 scènes de la dramaturge québécoise Jeanne-Mance Delisle, écrite en 1976 et présentée en lecture publique le 1er novembre 1977 au Café-théâtre le Hobbit par le Centre des auteurs dramatiques (CEAD). La pièce est produite pour la première fois en mai 1978 au Théâtre de Coppe à Rouyn-Noranda, dans une mise en scène de Jean-Pierre Scant. Après une tournée dans le Nord-Ouest québécois en 1979, dans une mise en scène de Roch Aubert, elle fut produite au Théâtre du Bois de Coulonge en juillet 1979 puis au Théâtre du Nouveau Monde en novembre 1981 dans une mise en scène d'Olivier Reichenbach. Le texte a été présenté en lecture publique en France le 16 et 20 janvier 1982, respectivement au Théâtre de l'Est Parisien et au Théâtre Les Ateliers de Lyon, et en Suisse le 31 janvier 1982 au Théâtre Populaire Romand par le Centre des auteurs dramatiques. Un « reel » ben beau, ben triste fut également produit au Théâtre de la Bordée en septembre 1993 dans une mise en scène de Denise Verville et à l'automne 2023 par le Théâtre du Rideau vert. Jeanne-Mance Delisle a reçu le Prix littéraire de l'Abitibi-Témiscamingue en juillet 1979 pour l'écriture de cette pièce.

## Argument
Dans le village de Barraute, en Abitibi-Témiscamingue, Tonio fait des avances sexuelles de plus en plus insistantes à sa fille Pierrette. Un jour, le gendre Camille convainc la famille de faire arrêter Tonio pour « refus de pourvoir à ses dépendants ». Alors que Tonio est sous les verrous, Camille profite de son absence pour faire également des avances sexuelles à Pierrette. Après son retour, Tonio et la mère se disputent sur l'état de leur relation de couple et sur ce qu'a vécu Pierrette, autant de la part de Tonio que de la part de Camille. À la fin de la dispute, la mère expulse le père de la maison en se défendant à l'aide d'un couteau de boucherie.
À la suite du départ du père, après un certain moment, Pierrette devient enceinte. Elle apprend que certaines femmes vont danser excessivement dans le but de se faire de provoquer une fausse couche et de se faire avorter. Pierrette commence une danse endiablée. Son frère Gérald, « Ti-Fou », l'accompagne dans sa transe, et termine la danse en étranglant Pierrette au bout de ses bras, recréant une scène de pendaison.
Après les funérailles de Pierrette, la mère et les deux sœurs cadettes se réunissent pour lire une lettre que Tonio leur a envoyé. « Ti-Fou » a été interné. La mère et les deux filles sont seules dans leur malheur, isolées dans le drame.

## Personnages
Neuf personnages font partie de la pièce. Trois hommes, quatre femmes et deux personnages de sexes non-identifiés.
- Tonio, Le père de la famille. Cinquante ans.
- La mère, quarante-huis ans.
- Pierrette, fille de Tonio et La mère. Dix-huit ans.
- Gérald, « Ti-Fou », fils de Tonio et la mère ayant une déficience mentale à la suite d'une chute. Vingt ans.
- Camille, beau-fils de Tonio et la mère. Jeune Trentaine.
- Colette, fille de Tonio et la mère. Quinze ans.
- Simone, fille de Tonio et la mère. Seize ans.
- Deux policiers.

De plus, la musique étant un élément important dans l'œuvre, un violoniste est généralement inclus dans la distribution.

## Thèmes
Plusieurs thèmes sont présents tout au long de la pièce: la folie, l'inceste, la violence, la sexualité mal assumée, la fin des rêves et des illusions, l'éclatement de la famille et la dépossession.
- La Folie : Elle est ancrée chez le père, Tonio, par son obsession sexuelle et le fait qu'il ne pense qu'à se satisfaire avec ses filles. Elle est également présente chez Pierrette, autant par la danse qu'elle exécute que par son jeu de désir avec Tonio. Ti-Fou est une illustration du fou de la littérature québécoise et qui représente une certaine aliénation. Il est même possible de voir un genre de Folie chez la mère dans le fait qu'elle endure la présence de deux hommes ayant des troubles mentaux, soit Ti-Fou et Tonio, sans rechercher une aide quelconque[3].
- L'Inceste : Elle est une illustration du sort réservé aux femmes dans une société patriarcale dominée par le mâle où la femme a perdu simultanément dignité et virginité. Jeanne-Mance Delisle ne traite cependant pas de l'inceste comme étant un acte scandaleux qu'il faut cacher, mais comme  « une maladie, une tare, un cancer lent à aboutir. »[3]
- La Violence : Elle incarnée par Tonio et Ti-Fou. En Tonio, la violence est présente dans les actes qu'il commet dans le but de satisfaire ses désirs sexuels et la poigne de fer qu'il maintient sur la famille. En Ti-Fou, la violence est présente dans les menaces qu'il émet constamment à l'endroit des filles dans le but de les  « dompter » à la place du père[3].
- La Sexualité mal assumée : Elle est présente dans le couple de Tonio et de la Mère. Tonio ne se contente pas des rapports qu'il a avec sa femme. Il trompe régulièrement sa femme car il trouve la Mère trop vieille ou trop  « pognée », il tente d'utiliser sa fille pour satisfaire ses besoins. La sexualité de la Mère est refoulée car elle n'a jamais été aimée. Elle fait passer ses besoins sexuels par la vision que son mari a sur elle, et puisque Tonio ne l'aime pas comme compagnie de vie, la Mère n'a jamais eu de volonté de satisfaire son mari. Elle n'a donc été qu'un simple objet de jouissance pour Tonio. Elle n'a connu que déception sexuelle avec Tonio, alors qu'elle est prête à le satisfaire, pourvu que Tonio l'aime pour se qu'elle est et non ce qu'elle a[3].
- La Fin des rêves et des illusions: Elle est énoncée chez la mère, qui espérait l'amour de son mari et ses excuses. Elle est également exposée chez Pierrette, qui souhaitait vivre une nouvelle vie loin de son père et qui meurt des mains de son frère. Elle est révélée chez les deux sœurs qui voulaient une vie meilleure mais qui seront isolés par l'absence de Tonio, Ti-Fou et Pierrette à la fin de la pièce[3].
- L'Éclatement de la famille : La Famille n'est plus unie. La religion n'est plus le ciment de la famille et les valeurs changent entre les générations. Il s'agit d'un thème récurrent de la société québécoise de la Révolution Tranquille et de la littérature québécoise qui s'ensuivit[3].
- La Dépossession : Les personnages de l'œuvre ne se possèdent pas eux-mêmes. Tonio et Ti-Fou sont contrôlés par leurs problèmes mentaux et leurs colères. Les femmes sont victimes des caprices de Tonio et ne peuvent même pas manger à leur faim. Même le niveau de langue pointe vers la dépossession; les personnages ne maîtrisent pas leur langue[3].

## Réflexion de l'autrice
Pour la première création de la pièce, en 1978, Jeanne-Mance Delisle écrit une "Lettre aux comédiens". Dans cette lettre, Jeanne-Mance Delisle donne ses dernières précisions aux comédiens et aux comédiennes. Elle affirme qu' Un « reel » ben beau, ben triste est «un magma de rage, de révolte et aussi d'un peu de poésie.» La douceur et la tendresse ne sont pas les éléments principaux de cette pièce qu'elle compare à «la danse du diable». Jeanne-Mance Delisle explique également que cette pièce de théâtre est «une maison hantée, pleine de trous par où vous pouvez sortir.» Cependant, la folie des personnages retient les comédiens dans cette maison hantée et ils ne pourront en sortir qu'en s’élevant au-dessus de cette folie.
Une deuxième lettre fut écrite en 1978. Jeanne-Mance Delisle y traite principalement des thèmes de l'œuvre et de la motivation des personnages. Elle y décrit les événements de la pièce comme un drame immensément pitoyable. Elle ajoute que les personnages sont emplis de désespoir et d'un certain pathétisme. Elle énumère également un élément descriptif de chaque personnage, ce qui permet de mieux les saisir.
Le livre Un « reel » ben beau, ben triste publié par la maison d'édition Pleine Lune contient également une section de réflexions de l'autrice sur son œuvre. Elle présente ses personnages rêvant de ce qu'ils n'ont pas eu et n'étant pas capable d'identifier ce qui leur manque. Ils sont emprisonnés dans leur vie, mais recherchent la liberté. Ce sont des marginaux, des rebelles qui se posent des questions. Jeanne-Mance Delisle explique également que l'origine de tout le drame de la pièce est la pauvreté. Sans la pauvreté, Tonio n'aurait peut-être pas fait des avances à sa fille. Jeanne-Mance Delisle commence une réflexion sur l'inceste dans la société occidentale et son statut prohibé. Elle compare ce tabou à certaines civilisations anciennes où l'inceste était permis.

## Distribution lors des différentes créations

### Distribution à la création, en mai 1978 (Théâtre de Coppe)[7]
- Jean-Pierre Scant : Tonio
- Lise Pichette : La Mère
- Alice Pomerleau : Pierrette
- Lise Ayotte : Colette
- Francine Labrie : Simone
- Bertrand Gagnon : Gérald
- Réjean Roy : Camille
- Michel Vincent : Policier 1
- Daniel Laurendeau : Policier 2
- Claude St-Jean : Violoniste
- Jean-Pierre Scant : Mise en scène

### Distribution lors de la tournée dans le Nord-Ouest Québécois, en 1979[8]
- Daniel Laurendeau : Tonio
- Lise Pichette : La Mère
- Alice Pomerleau : Pierrette
- Lise Ayotte : Colette
- Francine Labrie : Simone
- Bertrand Gagnon : Gérald
- Réjean Roy : Camille
- Jean Pothitos : Policier 1
- Robert Bissonnette : Policier 2
- Claude Méthé : Violoniste
- Roch Aubert : Mise en scène

### Distribution à la première reprise, en juillet 1979 (Théâtre du Bois de Coulonge)[8]
- Raymond Bouchard: Tonio
- Denise Gagnon : La Mère
- Anouk Simard : Pierrette
- Marie-Christine Perreault : Colette
- Linda Lee : Simone
- Germain Houde : Gérald
- Michel Daigle : Camille
- Louis-Georges Girard : Policier 1
- Marcel Beaulieu : Policier 2
- Olivier Reichenbach : Mise en scène

### Distribution à la deuxième reprise, en novembre 1981 (Théâtre du Nouveau Monde)[9]
- Raymond Bouchard : Tonio
- Sophie Clément : La Mère
- Monique Spaziani : Pierrette
- Markita Boies : Colette
- Chantal Beaupré : Simone
- Pierre Chagnon : Gérald
- Michel Daigle : Camille
- Guy Vaillancourt : Policier
- Pierre Pilon : Violoniste
- Olivier Reichenbach : Mise en scène

### Distribution à la troisième reprise, en septembre 1993 (Théâtre de la Bordée)[9]
- Jean-Jacqui Boutet : Tonio
- Lise Castonguay : La Mère
- Nancy Bernier : Pierrette
- Chantal Giroux : Colette
- Caroline Stephenson : Simone
- Denis Lamontagne : Gérald
- Jacques Baril : Camille
- Guy-Daniel Tremblay : Policier 1
- Sylvain Brosseau : Policier 2
- Jacques Lavallée : Violoniste
- Denise Verville : Mise en scène

### Distribution à la quatrième reprise, en septembre 2023 (Théâtre du Rideau Vert)[10]
- Frédéric Boivin : Tonio
- Nathalie Mallette : La Mère
- Sarah Laurendeau : Pierrette
- Gabrielle Lessard : Colette
- Ève Duranceau : Simone
- Christophe Payeur : Gérald
- Benoît Mauffette : Camille
- Jimmy Jean : Policier 1
- Jean-Sébastien Lavoie : Policier 2
- Marc Béland : Mise en scène

## Réception critique
Plusieurs critiques portant sur les différentes productions d' Un « reel » ben beau, ben triste ont été faites dans les années suivant la parution de l'œuvre. Martine R. Corrivault compare le texte de l'œuvre à «un petit vent d'été qui se termine en tempête». Martine Corrivault concentre cependant sa critique, parue dans Le Soleil le 21 juillet 1979, sur une présentation de Jeanne-Mance Delisle et de son écriture, bien qu'elle explique l'accueil divisé du public face à l'œuvre. Les habitants de Rouyn-Noranda acceptaient la dureté de la pièce, car elle représentait bien la situation sociale de l'époque en Abitibi-Témiscamingue, alors que le public de Jonquière au Festival d'Art Dramatique était mitigé.
Martine Corrivault ajoutera dans une deuxième critique publiée le 23 juillet 1979 que la pièce, sans causer de larmes dans le public, saura émouvoir le public qui y assistera grâce à certaines scènes, la mise en scène, l'histoire, l'interprétation des comédiens et la musique de Jean-François Garneau. Martine Corriveau déclare que la création de la pièce au Théâtre du Bois de Coulonge prouve le statut d'Olivier Reichenbach comme l'un des meilleurs metteurs en scène du Québec car il a sû prendre «un texte dur au langage vrai, direct» et utiliser une sensibilité qui permet de faire admettre l'inadmissible, pour réussir une mise en scène de la pièce sans dénaturer le réalisme du propos de l'œuvre, mais en multipliant les sujets dont traite la pièce.
Martial Dassylva écrira également une critique sur la création du Théâtre du Bois de Coulonge, qui sera publié le 28 juillet 1979 dans La Presse. Martial Dassylva y affirme que les artisans de cette reprise se sont sentis à la fois envoûtés et troublés par la pièce. Il ajoute que les spectateurs vivront la même gamme d'émotions grâce à la densité de l'univers de Jeanne-Mance Delisle, «où les sentiments les plus secrets sont nommés, les désirs les plus primaires sont avoués et la famille québécoise démythifiée.» Martial Dassylva conseille fortement aux lecteurs de la critique d'aller au Théâtre du Bois de Coulonge, car bien que la pièce ne cause pas de rire, elle porte une grande réflexion sur nos paranoïas et nos schizophrénies. Il termine sa critique en encensant les comédiens pour leur performance et présentant Jeanne-Mance Delisle comme étant une autrice ayant quelque chose à dire et ayant une parole forte.
André G. Bourassa déclarera qu' Un « reel » ben beau, ben triste est une pièce d'une grande beauté. Il compare la pièce à un vrai «reel», qui tourne et retourne le même problème, ce qui donne une profondeur à la dureté de la pièce. Selon André Bourassa, la pièce est dure à propos de la condition féminine et dure car elle n'explique pas, à première vue, l'indigence du père outre les arguments superficiels qu'il donne lors de la présentation. Il fera cette critique dans les pages de Lettres québécoises en 1981 à propos de la présentation au Théâtre du Nouveau Monde.

## Traduction
La pièce a été traduite en anglais par Martin Bowman et Bill Findlay sous le titre The Reel of the Hanged Man. Elle fut produite par la Stellar Quines Theatre à Édimbourg en 2000. Cette production fut suivie par une tournée en Écosse. Elle fut accueillie avec grand succès et eut de nombreuses critiques élogieuses,.